# Frederika van der Goes
Frederika Jacoba van der Goes (Pretoria, 26 novembre 1908 – Pretoria, 24 ottobre 1976) è stata una nuotatrice sudafricana.
Specializzata nello stile libero, ha vinto una medaglia di bronzo nei 100m sl alle olimpiadi di Amsterdam 1928. Negli stessi giochi partecipò anche ai 400m sl, arrivando quinta.